# Невский (Новичихинский район)
Не́вский — посёлок в Новичихинском районе Алтайского края России. Входит в состав Лобанихинского сельсовета.

## География
Расположен на юго-западе края, в 7 км от центра сельсовета села Лобаниха, в 24 км от райцентра — села Новичиха. Улиц две: Зелёная и Партизанская.

## История
Образован в 1925 году. 
Согласно Закону Алтайского края от 05 октября 2007 года вошёл в состав образованного муниципального образования «Лобанихинский сельсовет».

## Население
| 1997 | 1998 | 1999 | 2000 | 2001 | 2002 | 2003 | 2004 | 2005 | 2006 | 2007 | 2008 |
| ---- | ---- | ---- | ---- | ---- | ---- | ---- | ---- | ---- | ---- | ---- | ---- |
| 126  | ↗129 | ↘124 | ↘109 | ↘102 | ↘94  | ↘88  | ↘77  | ↘74  | ↘73  | ↘69  | ↘67  |
| 2009 | 2010 | 2011 | 2012 | 2013 |      |      |      |      |      |      |      |
| ↗68  | ↘61  | ↘60  | ↘50  | ↘48  |      |      |      |      |      |      |      |

## Инфраструктура
Ближайшая школа находится в селе Лобаниха — Лобанихинская ООШ, филиал МКОУ Поломошенская СОШ.

## Транспорт
Посёлок доступен автомобильным транспортом по просёлочной дороге.